# Рынок (посёлок, Сталинград)
Рыно́к — населённый пункт, располагавшийся на правом берегу Волги севернее города Волгограда у места впадения реки Сухая Мечётка. Деревня Рыно́к была основана в конце 1830-х — начале 1840-х годов выходцами из Орловской губернии. Во время Сталинградской битвы посёлок Рыно́к был местом ожесточённых боёв группы полковника Горохова против 16-й танковой дивизии вермахта. Во время войны посёлок был полностью разрушен, но потом восстановлен. В середине 1950-х годов в связи со строительством Волжской ГЭС посёлок был снесён, а его жители переселены в Волгоград.

## XIX век
Деревня Рыно́к была основана жителями деревни Орловка, которые в конце 30-х — начале 40-х годов XIX века отселились из Орловки на берег реки Волги. Таким образом выходцы из Орловской губернии основали сначала хутор, а потом деревню на мысе, который вдавался в Волгу. Такие речные мысы назывались местным населением рынка́ми и новое поселение стало называться Рыно́к. Так как до 1876 года хутор Рыно́к административно относился к Орловке его иногда называли Орловка с уточнением Рыно́к: «Орловка, Рынокъ тожъ». Но к началу 20 века село называлось Рыно́к иногда с уточнением Орловка: «Рынокъ, Орловка тожъ».
В 1901 году село окружали следующие населённые пункты. В одной версте южнее располагалась усадьба Мишина, за ней деревня Спартанка и хутор Журкова. Далее, в 15—17 верстах находился город Царицын. В двух верстах севернее была усадьба господ Лятошинских, а за ней деревня Винновка. Далее, в 12—14 верстах располагался волостной центр село Пичуга.
В 1860 году в деревне Рыно́к в 78 дворах проживало 593 человека (300 мужчин и 293 женщины), а также было пять мельниц.
В 1867 году в деревне Рыно́к была построена церковь Михаила Архангела. После этого деревня стала называться селом, которое стало административно отделено от села Орловка. При этом оба села продолжали совместно владеть 11692 десятинами земель. С этого года Рыно́к стал самостоятельным приходом, к которому были приписаны деревни Винновка и Спартанка. Сам храм был расположен на въезде в село со стороны Ерзовки. Церковь была деревянная, однопрестольная, а при церкви были сторожка и два дома для причта — священника и псаломщика. К церкви относилось 40 десятин пахотной земли. В 1897 году священнослужители получали жалование по 141 рублю на человека и от прихода 150 рублей. В 1896 году к приходу принадлежало три деревни: Спартанка, Виновка и Журковка с общим количеством прихожан 1258 человек.
В 1882 году в селе Рыно́к в 137 дворах проживало 767 человек (376 мужчин и 391 женщина).
В 1890 году в 127 дворах проживало 964 человека (478 мужчин и 486 женщин). У местных жителей в хозяйстве было 97 лошадей, 166 волов, 149 коров и 96 нетелей, 149 телят, 651 овца и 71 коза.
Со 27 мая 1892 года в селе существовало церковно-приходское попечительство, которое включало церковно-приходскую школу, работавшую с 22 ноября 1890 года. А 1 февраля 1893 года в селе открылась земская школа.
В 1894 году в селе Рыно́к находилось 135 крестьянских дворов в которых проживали 1031 человек крестьян (517 мужчин и 514 женщин). Дома в селе были построены из дерева, камня или сырцового кирпича и покрыты в основном тёсом. Кроме крестьян в селе проживали 5 лиц духовного звания (два мужчины и три женщины) и 12 разночинцев (5 мужчин и 7 женщин). В селе работал один постоялый двор, а также 2 лавки, 5 мельниц и одна кузница.
В 1898 году в селе в 151 дворе проживало 1027 человек (501 мужчина и 526 женщин). А также в селе были одна церковь, две школы, один общественный хлебный магазин, семь ветряных мукомольных мельниц, три лавки мелочные и одна винная, один постоялый двор и один пожарный сарай с обозом и принадлежностями. В селе отмечался высокий уровень грамотности: «редко найдёшь семью в которой не было бы грамотного».

## XX век
В 1911 году в 189 дворах села Рыно́к проживало 1136 жителей (571 мужчина и 565 женщин). Жители обрабатывали 1632 десятин земли из которых 48 % приходилось под рожь, 41,3 % под пшеницу, 0,4 % под овёс, 3 % под просо. В хозяйстве жителей было 1402 лошади, 199 быков и 207 коров, а также 269 голов гулевого скота (телята, жеребята и т.п.) и 697 голов мелкого скота (овцы, свиньи, козы и т.п.). Среди сельхозорудий числилось 167 железных плугов, 33 жнейки и 73 веялки.
В 1918 году во время Гражданской войны в районе Рынка́ происходили важные события связанные с обороной Царицына. Войска «белых» в начале августа 1918 года вышли к Волге и к 18 августа заняли волжское побережье от Ерзовки до Рынка́ и далее через Гумрак, Воропоново до Сарепты, охватив Царицын полукольцом. 20 августа войска «красных» перешли в наступление и 20 августа заняли Рыно́к.
10 июля 1931 года посёлок Рыно́к включён в состав города Сталинграда. После включения в городскую черту Рыно́к в посёлке насчитывалось 408 дворов.
23 августа 1942 года немецкие части, прорвав советскую оборону на Дону, вышли к Волге в районе Рыно́к — Ерзовка и, заняв Рыно́к, создали непосредственную угрозу Сталинградскому тракторному заводу. С этого дня и до 24 ноября 1942 года защитники Сталинграда сражались в изоляции от основных сил Красной Армии.
С 24 до 29 августа спешно собранные части народного ополчения, 282-й стрелковый полк НКВД, 32-й отдельный батальон морской пехоты, 99-я танковая бригада и другие части безуспешно пытались отрезать противника от Волги. При этом советские части неоднократно достигали Рынка́, но всякий раз откатывались. 29 августа 124-я отдельная стрелковая бригада отбила посёлок Рыно́к у 16-й танковой дивизии вермахта и с этого дня и до 24 ноября, когда произошло соединение с частями 66-й армии, советские войска не оставляли посёлок. Основную тяжесть обороны Рынка́ взяла на себя 124-я отдельная стрелковая бригада из состава группы полковника Горохова.
В начале 1950-х годов в связи со строительством Волжской ГЭС в посёлке Рыно́к на съёмных квартирах размещалась часть строительного персонала.

## Население
Динамика численности населения по годам:
| 1860 | 1882 | 1890 | 1894  | 1897 | 1898  | 1911  |
| ---- | ---- | ---- | ----- | ---- | ----- | ----- |
| 593  | 767  | 964  | 1 031 | 951  | 1 027 | 1 136 |